# Сафроновка
Сафро́новка (рос. Сафроновка) — присілок у складі Кожевниковського району Томської області, Росія. Входить до складу Новопокровського сільського поселення.
Стара назва — Новотроїцьк.

## Населення
Населення — 260 осіб (2010; 296 у 2002).
Національний склад (станом на 2002 рік):
- росіяни — 94 %